# Protonemura capitata
Protonemura capitata är en bäcksländeart som beskrevs av Martynov 1928. Protonemura capitata ingår i släktet Protonemura och familjen kryssbäcksländor. Inga underarter finns listade i Catalogue of Life.